# Гарві (Північна Дакота)
Гарві (англ. Harvey) — місто (англ. city) в США, в окрузі Веллс штату Північна Дакота. Населення — 1650 осіб (2020).

## Географія
Гарві розташоване за координатами 47°46′39″ пн. ш. 99°55′44″ зх. д. / 47.77750° пн. ш. 99.92889° зх. д. (47.777511, -99.928954).  За даними Бюро перепису населення США в 2010 році місто мало площу 4,88 км², уся площа — суходіл.

## Демографія
Згідно з переписом 2010 року, у місті мешкали 1783 особи в 824 домогосподарствах у складі 476 родин. Густота населення становила 366 осіб/км².  Було 997 помешкань (204/км²).
Расовий склад населення:
| - 98,5 % — білих - 0,6 % — корінних американців - 0,1 % — вихідців з тихоокеанських островів - 0,1 % — чорних або афроамериканців |

До двох чи більше рас належало 0,7 %. Частка іспаномовних становила 1,0 % від усіх жителів.
За віковим діапазоном населення розподілялося таким чином: 18,7 % — особи молодші 18 років, 49,1 % — особи у віці 18—64 років, 32,2 % — особи у віці 65 років та старші. Медіана віку мешканця становила 51,5 року. На 100 осіб жіночої статі у місті припадало 83,4 чоловіків;  на 100 жінок у віці від 18 років та старших — 79,7 чоловіків також старших 18 років.
Середній дохід на одне домашнє господарство  становив 45 783 долари США (медіана — 37 222), а середній дохід на одну сім'ю — 60 441 долар (медіана — 54 667). Медіана доходів становила 48 750 доларів для чоловіків та 31 452 долари для жінок. За межею бідності перебувало 7,7 % осіб, у тому числі 0,0 % дітей у віці до 18 років та 15,1 % осіб у віці 65 років та старших.
Цивільне працевлаштоване населення становило 903 особи. Основні галузі зайнятості: освіта, охорона здоров'я та соціальна допомога — 26,5 %, роздрібна торгівля — 15,6 %, транспорт — 12,8 %.